# Grand établissement
Een grand établissement is in Frankrijk de aanduiding van een publieke instelling van wetenschappelijk, cultureel en professioneel karakter, opererend binnen de regels van de Franse onderwijswetgeving.

## Lijst van de grands établissements (2017 - selectie)
- Collège de France
- Conservatoire national des arts et métiers
- CentraleSupélec
- École des hautes études en santé publique
- École des hautes études en sciences sociales
- École nationale des chartes
- École nationale de l'aviation civile
- École nationale des ponts et chaussées
- École navale
- École nationale supérieure d'arts et métiers
- École nationale supérieure des sciences de l'information et des bibliothèques
- École nationale supérieure maritime
- École nationale vétérinaire, agroalimentaire et de l'alimentation de Nantes-Atlantique
- École Polytechnique
- École pratique des hautes études
- Institut des sciences et industries du vivant et de l'environnement
- Institut d'études politiques de Paris (Sciences Po)
- Institut supérieur de l'aéronautique et de l'espace
- Muséum national d'histoire naturelle
- Observatorium van Parijs
- Universiteit van Lotharingen
- Université Paris-Dauphine